# カール・ストラス
カール・F・ストラス（Karl F. Struss, 1886年11月20日 - 1981年12月16日）は、ドイツ系アメリカ人の写真家、映画撮影技師（映画カメラマン）。第1回アカデミー賞撮影賞受賞者。

## 略歴
ストラスは高校で病気になり、その後父親は彼を、ボンネット・ワイヤーの工場で働かせた。工場をやめ、学業に復帰した彼は、コロンビア大学でクラレンス・H・ホワイトに写真を学んだ。1912年には、スティーグリッツのフォト・セセッションに参加。「カメラ・ワーク」にも、その作品が掲載されている。当初は、ピクトリアリスム作品（特に「カメラ・ワーク」の作品）であったが、次第に、モダニズムの傾向が現出する。
1914年には、クラレンス・ホワイトのスタジオ（ニューヨーク）を引き継ぎ、商業写真家として活躍。特に、ヴォーグ、バニティ・フェア、ハーパース・バザー等のファッション雑誌に作品を掲載する。
その後、1919年には、ドイツ系であったこともあり、ニューヨークでの写真家としての活動を断念してハリウッドに移り、映画撮影技師（スチールカメラマン）に転身する。パラマウント社と契約するなど、戦後にかけて映画の撮影を行った。たとえば、『ジキル博士とハイド氏』、『ハエ男の恐怖』など。また、『独裁者』や『ライムライト』では、チャールズ・チャップリンとも仕事をしている。
上記『ジキル博士とハイド氏』では、戦前の1932年にアカデミー賞撮影賞にノミネートされた。ストラスは1981年に死去している。